# Ждановская (Мурманская область)
Жда́новская, Жда́новка — упразднённый посёлок при станции в Печенгском районе Мурманской области РСФСР. Включён в 1959 году в состав посёлка (с 1963 года — города) Заполярный.

## История
Возникла в 1955 году как поселение железнодорожников, ведущих строительство ветки Мурманск — Никель и подъездных путей горно-металлургического комбината «Печенганикель».
Решением Мурманского облисполкома от 16 июля 1959 года в черту рабочего посёлка Заполярный был включён посёлок при станции Ждановская железной дороги Мурманск — Никель (Кола — Печенга).

## Инфраструктура
Путевое хозяйство Мурманского отделения Октябрьской железной дороги. Участковая станция 3-го класса Заполярная.

## Транспорт
Автомобильный и железнодорожный транспорт.